# Gérard de Ridefort

Großmeisterwappen des Gérard de Ridefort

Gérard de Ridefort (flämisch Geraard van Ruddervoorde) († 4. Oktober 1189 vor Akkon) war Großmeister des Templerordens von 1184 bis zu seinem Tod.

## Leben
Geraard van Ruddervoorde war der jüngere Sohn eines Adligen, dessen Familie sich wohl nach dem flandrischen Ort Ruddervoorde nannte. Wie viele Nachgeborene dieser Zeit sah er keine Möglichkeit in Europa gesellschaftlich aufzusteigen und schloss sich daher 1146 dem Zweiten Kreuzzug an. Nach dem Scheitern dieses Kreuzzugs 1149 blieb er in Palästina, wo er in den Dienst von Raimund III. von Tripolis trat. Raimund versprach ihm 1173 die Ehe mit Lucia von Batrun, die ihm wertvolles Land in der Grafschaft Tripolis eingebracht hätte. Raimund brach sein Versprechen jedoch später, als ihm ein Kaufmann aus Pisa Geld für die Ehe mit Lucia anbot. Gérard verließ daraufhin Raimunds Dienst und trat den Tempelrittern bei. Um 1183 wurde er Seneschall des Ordens, ein Jahr später dessen Großmeister.
Aufgrund des gebrochenen Eheversprechens pflegte Gérard die Feindschaft gegenüber Raimund sein Leben lang. Als Balduin V. von Jerusalem 1186 starb, stellte sich Gérard im Thronfolgestreit auf die Seite der höfischen Fraktion, alleine, weil Raimund der Anführer der Adelsfraktion war. Raimund trat dem Regierungsantritt von Guido von Lusignan entgegen, aber Gérard und die Tempelritter gaben diesem den Rückhalt, den er angesichts Raimunds Einfluss benötigte.
1187 beschlagnahmte Gérard einen Teil des Geldes, das Heinrich II. von England den Tempelrittern und den Johannitern anvertraut hatte. Dieses Geld gehörte zur Strafe, die Heinrich für den Mord an Thomas Becket auferlegt worden war, und sollte – für den Fall, dass er ins Heilige Land reisen sollte – dazu dienen, nach seinen Vorgaben ausgegeben zu werden. Gérard hingegen nutzte es, um Söldner anzuwerben, mit denen er das Königreich Jerusalem gegen Saladin verteidigen wollte. Am 1. Mai griff Gérard mit weniger als hundert Tempelrittern in der Schlacht von Cresson das viel größere Heer Saladins an. Gérard selbst war einer der wenigen Überlebenden dieser Attacke.
Im Juli des gleichen Jahres führte Gérard die Tempelritter in der Schlacht bei Hattin. Saladin hatte Tiberias besetzt und Guido plante einen Feldzug auf die Stadt, um sie zurückzuerobern. Raimund riet hingegen, abzuwarten, bis Saladin zu ihnen käme, da sie sich in einer gut geschützten und wasserreichen Position befanden und auf dem Weg nach Tiberias eine trockene Ebene zu durchqueren hätten. Gérard widersprach, vermutlich alleine um des Widerspruchs willen, und es gelang ihm, Guido zu überzeugen. Er wurde von Rainald von Chatillon unterstützt, ebenfalls Teilnehmer des Zweiten Kreuzzugs und ebenfalls einer der Gegner Raimunds.
Die Kreuzritter wurden auf der Ebene gestellt und am 4. Juli 1187 niedergemacht. Raimund konnte fliehen, aber Gérard, Guido und Rainald gerieten in Saladins Gefangenschaft. Die übrig gebliebenen Tempelritter wurden hingerichtet, nur Gérard wurde nach Verhandlungen zwischen Saladin und Guido im Austausch gegen den Rückzug aus der Stadt Gaza 1188 freigelassen. Während seiner Abwesenheit wurde er von einem Bruder Dietrich (Terricus) aus Tyros vertreten, der das Großmeisteramt kommissarisch für ihn wahrnahm. Nach seiner Rückkehr kommandierte er die erfolgreiche Verteidigung der Templerburg Tartus, während die Stadt Tartus selbst allerdings von Saladins Truppen erobert wurde.
Am 4. Oktober 1189 führte Gérard die Tempelritter bei der Schlacht von Akkon gegen Saladin. Er fiel in diesem Kampf oder wurde von Saladin gefangen genommen und hingerichtet.